# Angraecum geniculatum
Angraecum geniculatum är en orkidéart som beskrevs av Graham Williamson. Angraecum geniculatum ingår i släktet Angraecum och familjen orkidéer. Inga underarter finns listade i Catalogue of Life.